# 아우디 R8
아우디 R8(Audi R8/Typ42)는 아우디에서 제작한 스포츠카이다.

## 1세대 (2006~2015)
2003년 제네바 모터쇼, 프랑크푸르트 모터쇼에서 공개한 컨셉트 카인 르망스 콰트로의 양산형으로, 람보르기니 가야르도의 플랫폼을 바탕으로 제작되었다. 아우디 R8의 이름은 르망 24시에서 우승한 르망 레이스카 R8에서 유래되었다. 공개는 2006년 파리 모터쇼에서 이뤄졌다.
독일 바덴뷔르템베르크주 네카르줄름에 위치한 콰트로 GmbH에서 생산을 담당한다. R8는 기술자들이 5,000여개가 넘는 부품들을 수작업 공정을 거쳐 생산하는데,(도색 라인은 기계가 담당) 초기에는 8~15대만 생산하였으나 2008년 기준, 직원이 70명에서 120명으로 늘어남에 따라 현재는 하루 29대가량 생산하고 있다.

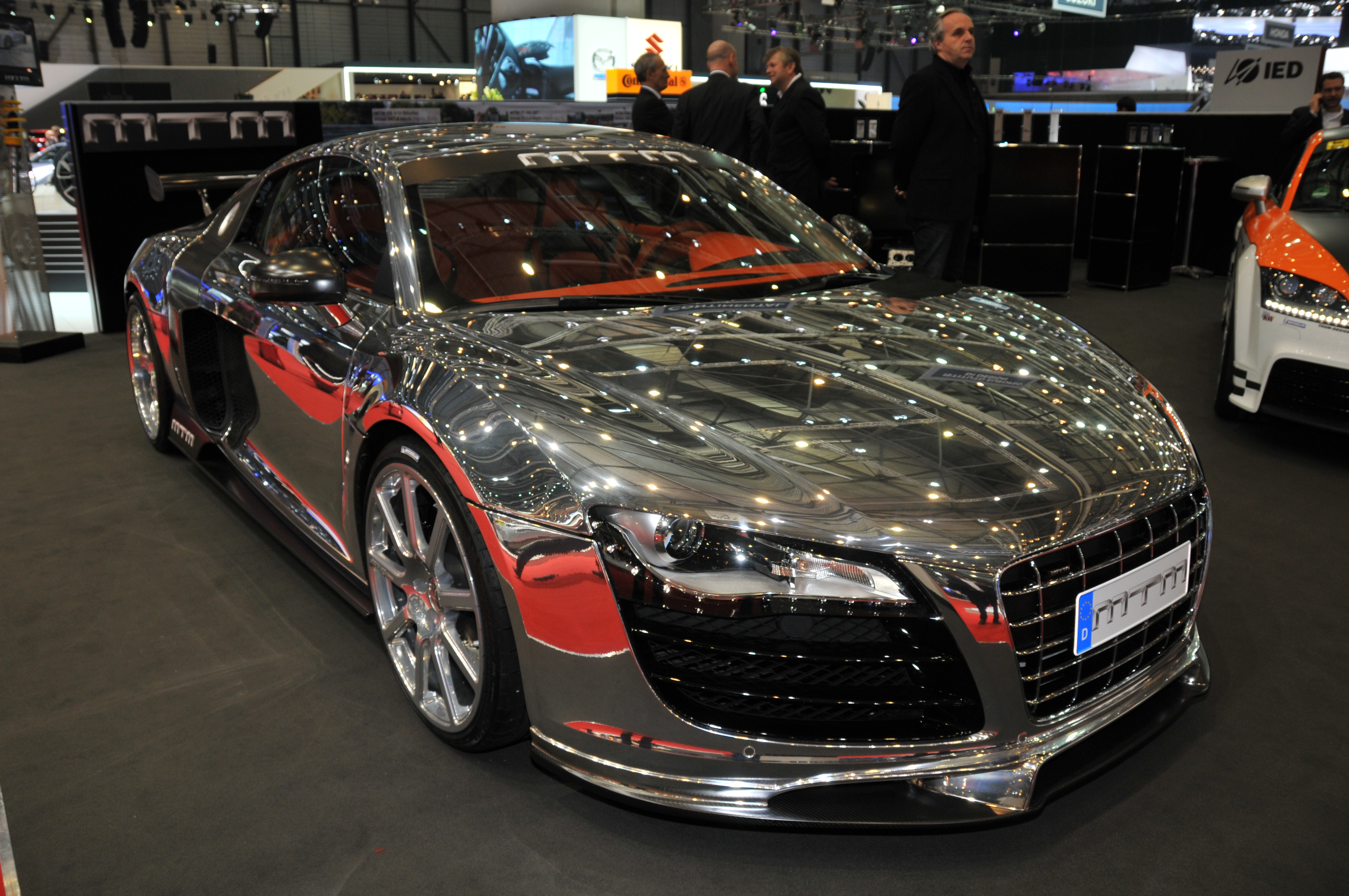
엔진 후드를 연 R8

2006년에 공개한 R8는 아우디 RS4에 탑재된 4.2 리터 V8 직분사 가솔린 엔진(FSI)을 사용한다. 하지만 R8에 탑재된 V8 4.2리터 FSI 엔진은 레이스에 사용되는 기술인 '드라이 섬프'(dry sump) 윤활 시스템을 사용해 엔진과 오일통을 따로 배치시켰다. V8 FSI 엔진은 최대출력 420ps(414 BHP), 최대토크 430Nm(43.9kg.m)의 힘을 내고, 0-100km/h 가속 성능 4.6초의 순발력을 보유하고 있다. 최고 속력은 301km/h이며, 2009년 R8 V10 출시 이후 각종 커뮤니티 사이트등 에선 이 엔진을 사용한 R8를 'R8 V8' 이라고도 부른다.
2009년, 아우디는 기존 R8에 람보르기니 가야르도 LP560-4의 V10 엔진을 개량한(기본 베이스는 아우디 V8 엔진 블록) V10 5.2 FSI 엔진을 탑재한 'R8 V10' 을 공개했다. 여기에 탑재된 V10 5.2 FSI 엔진은 최대출력 520ps, 530Nm(54.1kg.m)의 최대토크를 내고, 0-100km/h 가속 성능은 3.9초, 최고 속력은 313km/h에 달한다. 개발 당시의 R8 V10은 아우디 C7 RS6의 V10 5.2 TFSI 트윈터보 엔진(580ps, 530Nm)을 탑재했었으나, 프로토타입이 뉘르부르크링 테스트 도중 과열로 인한 화재로 인해 시판용은 출력을 낮춰 공개했다.

### 구동 장치
아우디 R8의 변속기는 아우디에서 개발된 R-트로닉 6단 반자동 변속기 또는 람보르기니의 6단 수동변속기를 사용한다.
R8의 구동 방식은 사륜구동으로, 전자식으로 작동된다. 평소 15:85로 구동 배분을 하다가 필요에 따라 최대 30:70까지 구동 배분이 가능하다.

### 조명 장치
R8 V8 모델은 바이-제논 헤드라이트와 각 12개씩 총 24개의 LED 주간 주행등이 통합된 헤드램프를 비롯하여 후방 램프도 LED를 적용했다.
2008년 이후, R8의 헤드램프 전체를 LED로 적용할 수 있는 옵션을 공개하였다. 2009년 공개된 R8 V10에선 기본으로 적용된다.

### 디자인
르망스 컨셉 콰트로의 디자인을 이어받은 R8는 V8, V10의 디자인이 비슷하지만 조금씩 다른 부분이 있다. V10 버전이 V8 버전과 다른 점은 이렇다.
- 트윈타입 원형 배기구가 양쪽에 두개씩 자리잡은 반면 V10 버전은 싱글타입 타원 배기구가 양쪽에 자리잡았다.
- V10 버전에선 전면 라디에이터 그릴에 가로, 수직 크롬 스트럿바가 적용되었다.
- V10 버전에선 더 많은 공기 흡입을 위해 사이드 블레이드의 하단이 좀 더 부풀어 올랐다.
- V10 버전은 후면 범퍼에 검은색 도장이 되어있다.
- V10 버전의 전면, 후면 에어 인테이크 홀의 벤트가 2개로 감소했다.
- V10 로고가 앞 펜더와 인스트루먼트 클러스트에 새겨져 있다.
  - V8,V10 버전 둘 다 대한민국에 수입되는 모델과는 달리 타 국가에 출시되는 모델에는 법규상 필수 의무사항으로 앞,뒤 각각 2개의 리플렉터(반사판)이 부착되어 있다.

### 제원표
| 모델:                   | 아우디 R8 4.2 FSI quattro               | 아우디 R8 5.2 FSI quattro               | 아우디 R8 5.2 FSI quattro               | 아우디 R8 GT                            |
| ----------------------- | --------------------------------------- | --------------------------------------- | --------------------------------------- | --------------------------------------- |
| 종류:                   | 쿠페                                    | 쿠페                                    | 스파이더                                | 쿠페                                    |
| 엔진:                   | V8 직분사 가솔린 엔진                   | V10 직분사 가솔린 엔진                  | V10 직분사 가솔린 엔진                  | V10 직분사 가솔린 엔진                  |
| 배기량:                 | 4163 cm³(4200cc)                        | 5204 cm³(5200cc)                        | 5204 cm³(5200cc)                        | 5204 cm³(5200cc)                        |
| 보어 × 스트로크:        | 84,5 × 92,8 mm                          | 84,5 × 92,8 mm                          | 84,5 × 92,8 mm                          | 84,5 × 92,8 mm                          |
| 최고 출력:              | 309 kW (420 PS)                         | 386 kW (525 PS)                         | 386 kW (525 PS)                         | 412 kW (560 PS)                         |
| 최대 토크:              | 430 Nm                                  | 530 Nm                                  | 530 Nm                                  | 540 Nm                                  |
| 밸브 제어:              | 더블 오버헤드 캠샤프트, 실린더당 4 밸브 | 더블 오버헤드 캠샤프트, 실린더당 4 밸브 | 더블 오버헤드 캠샤프트, 실린더당 4 밸브 | 더블 오버헤드 캠샤프트, 실린더당 4 밸브 |
| 구동 방식:              | 상시 사륜구동                           | 상시 사륜구동                           | 상시 사륜구동                           | 상시 사륜구동                           |
| 변속기:                 | 6단 수동 & 6단 반자동                   | 6단 수동 & 6단 반자동                   | 6단 수동 & 6단 반자동                   | 6단 수동                                |
| 프론트 서스펜션:        | 더블 위시본, 맥퍼슨 스트릿              | 더블 위시본, 맥퍼슨 스트릿              | 더블 위시본, 맥퍼슨 스트릿              | 더블 위시본, 맥퍼슨 스트릿              |
| 리어 서스펜션:          | 더블 위시본                             | 더블 위시본                             | 더블 위시본                             | 더블 위시본                             |
| 윤거 전/후:             | 1638/1595 mm                            | 1638/1595 mm                            | 1638/1595 mm                            | 1638/1595 mm                            |
| 타이어 :                | 235/40 R 18 앞, 285/35 R 18 뒤          | 235/35 R 19 앞, 295/30 R 19 뒤          | 235/35 R 19 앞, 295/30 R 19 뒤          | 235/35 R 19 앞, 295/30 R 19 뒤          |
| 무게 (공차 중량):*      | 1560 [1565] kg                          | 1620 [1625] kg                          | 1720 [1725] kg                          | 1525 kg                                 |
| 0–100 km/h 가속 성능 :* | 4,6 초                                  | 3,9 초                                  | 4,1 초                                  | 3,6 초                                  |
| 최고 속력 :*            | 301 km/h                                | 316 km/h                                | 313 km/h                                | 320 km/h                                |
| 연료:                   | 슈퍼 플러스                             | 슈퍼 플러스                             | 슈퍼 플러스                             | 슈퍼 플러스                             |
| 연비:*                  | 13,9 [13,3] l/100 km                    | 14,7 [13,7] l/100 km                    | 14,9 [13,9] l/100 km                    | 13,7 l/100 km                           |
| 이산화탄소 배출량 :*    | 332 [318] g/km                          | 351 [327] g/km                          | 356 [332] g/km                          | 327 g/km                                |
| 승차정원:               | 2명                                     | 2명                                     | 2명                                     | 2명                                     |

- 아우디 기술 데이터

### 모델

#### R8 스파이더

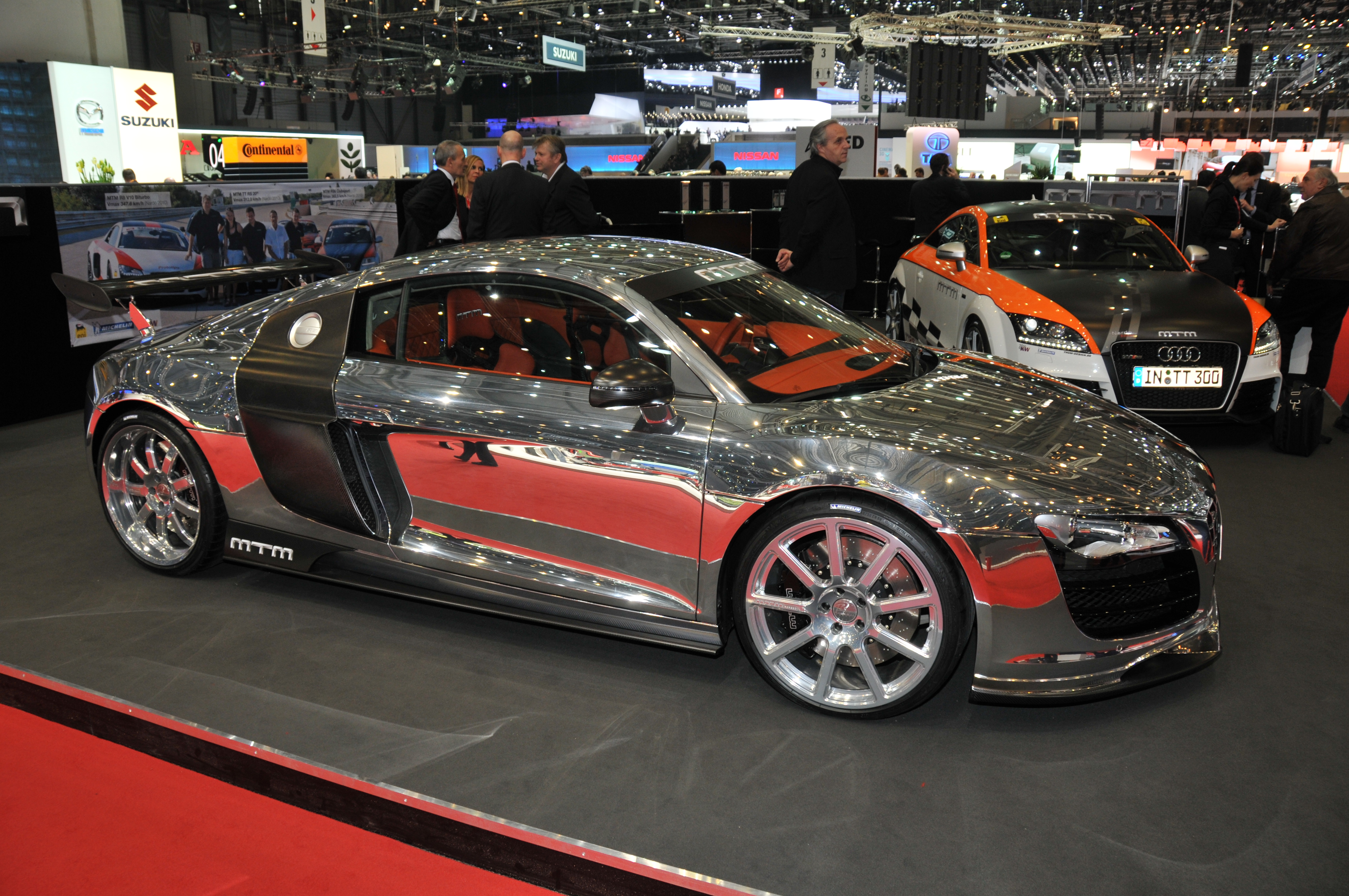
아우디 R8 스파이더

2009년 프랑크푸르트 모터쇼에서 공개한 R8 스파이더는 R8 V10 버전의 로드스터 버전이다.
C-필러의 사이드 블레이드가 사라지고, 지붕은 하드톱 보다 가벼운 소프트톱을 적용했다. 쿠페 버전보다 약 100kg 무거우며, 가격은 2000만원가량 높다.

#### R8 GT
2010년, 아우디는 FIA GT3에 출전했던 R8 LMS GT3의 양산형인 R8 GT를 공개했다.
이 R8 GT는 경량화 부품들을 사용해 기존보다 약 100kg의 무게를 줄였고, 람보르기니 LP560-4의 560마력 엔진을 그대로 이식해 0-100km/h 도달 속도는 3.9초에 달한다. 그리고 R8 GT3에 사용되었던 공기 역학 파츠들을 적용하였다. R8 GT는 333대 한정 판매된다.

### R8 V12 TDI

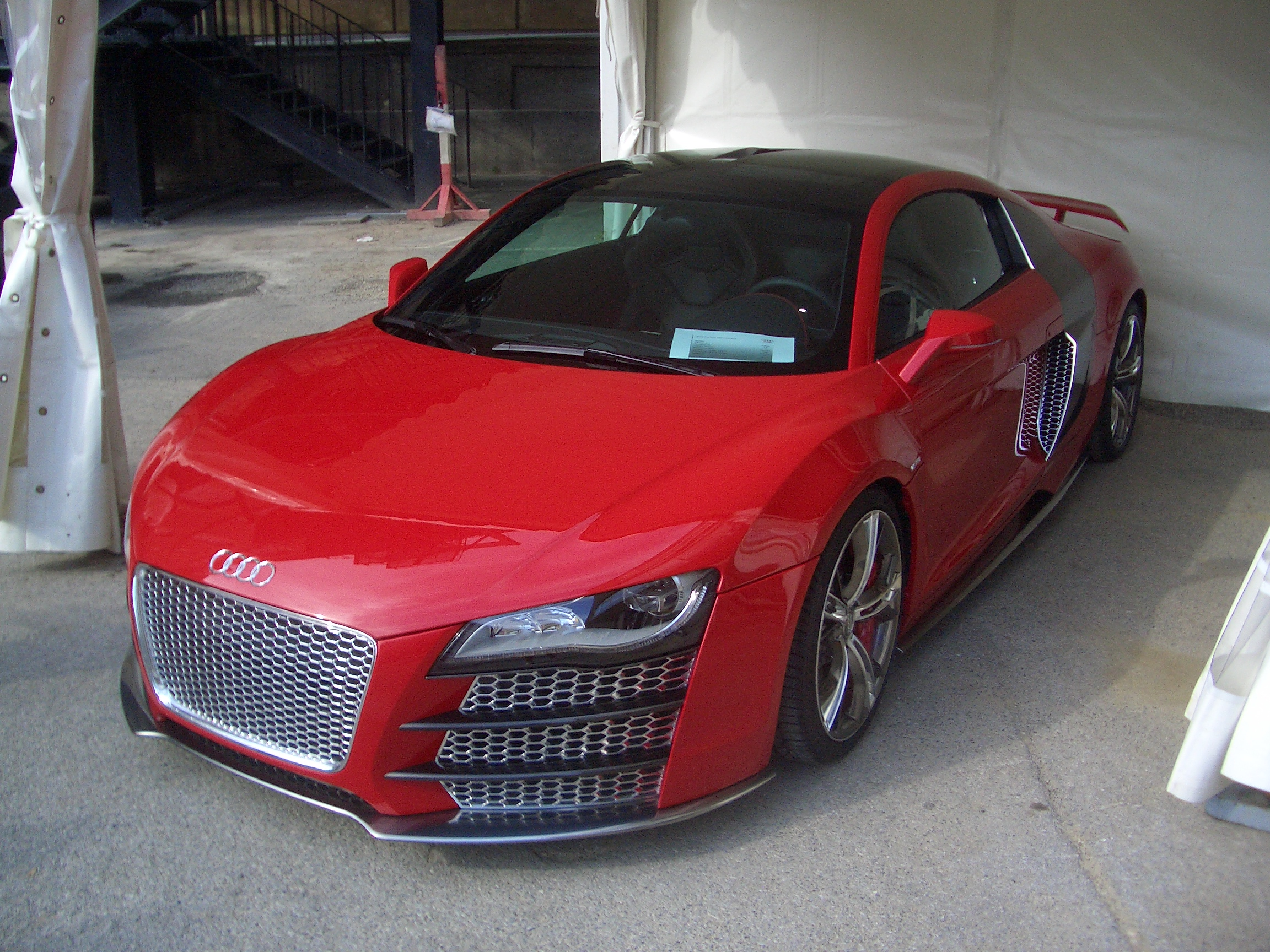
R8 V12 TDI

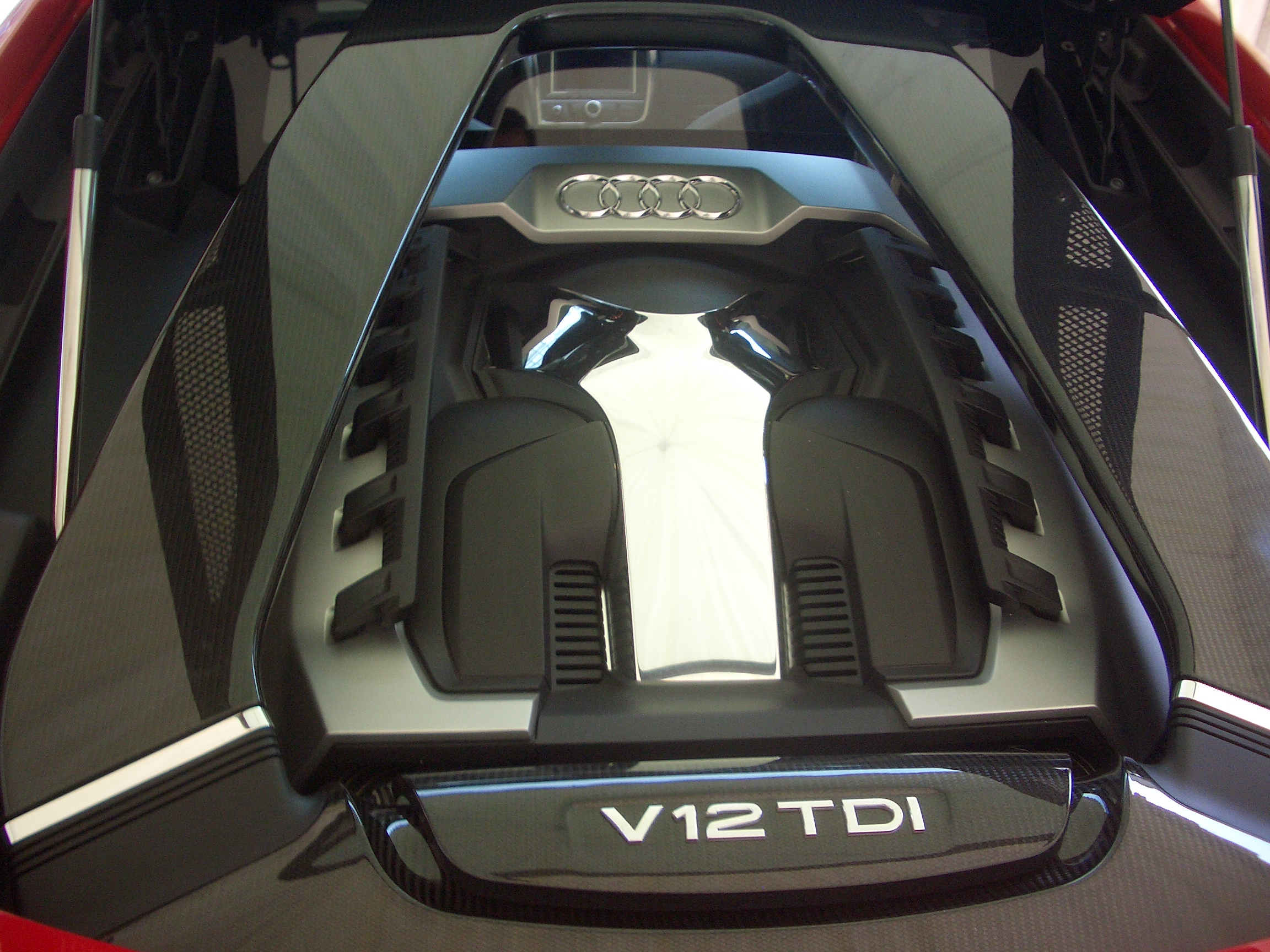
R8 V12의 V12 TDI 엔진

아우디는 2008년, 디트로이트 모터쇼에서 R8에 6.0 리터 V12 디젤 엔진을 탑재한 R8 V12 TDI컨셉트를 발표했다. R8 V12 TDI는 르망 프로토 타입 레이스카 아우디 R10 TDI의 V12 TDI (650ps) 엔진을 탑재한 것으로, 최고 출력 500ps, 최대 토크 1000Nm의 힘을 발휘한다. 0-100km/h 도달 속도는 4.2초이다. 이 디젤 엔진에는 산화 촉매와 특수 촉매 변환기, 미립자 필터(DPF)를 통해 질소 산화물, 분진 배출을 최소화해 2014년에 실행될 '유로 6' 배기가스 규제 기준을 통과하는 등, 클린 디젤 기술도 적용했다. 하지만, 비용과 시장성의 문제로 인해 개발이 취소되었다(영국의 잡지인 오토익스프레스에서 발표되었다).

### R8 LMS(R16)

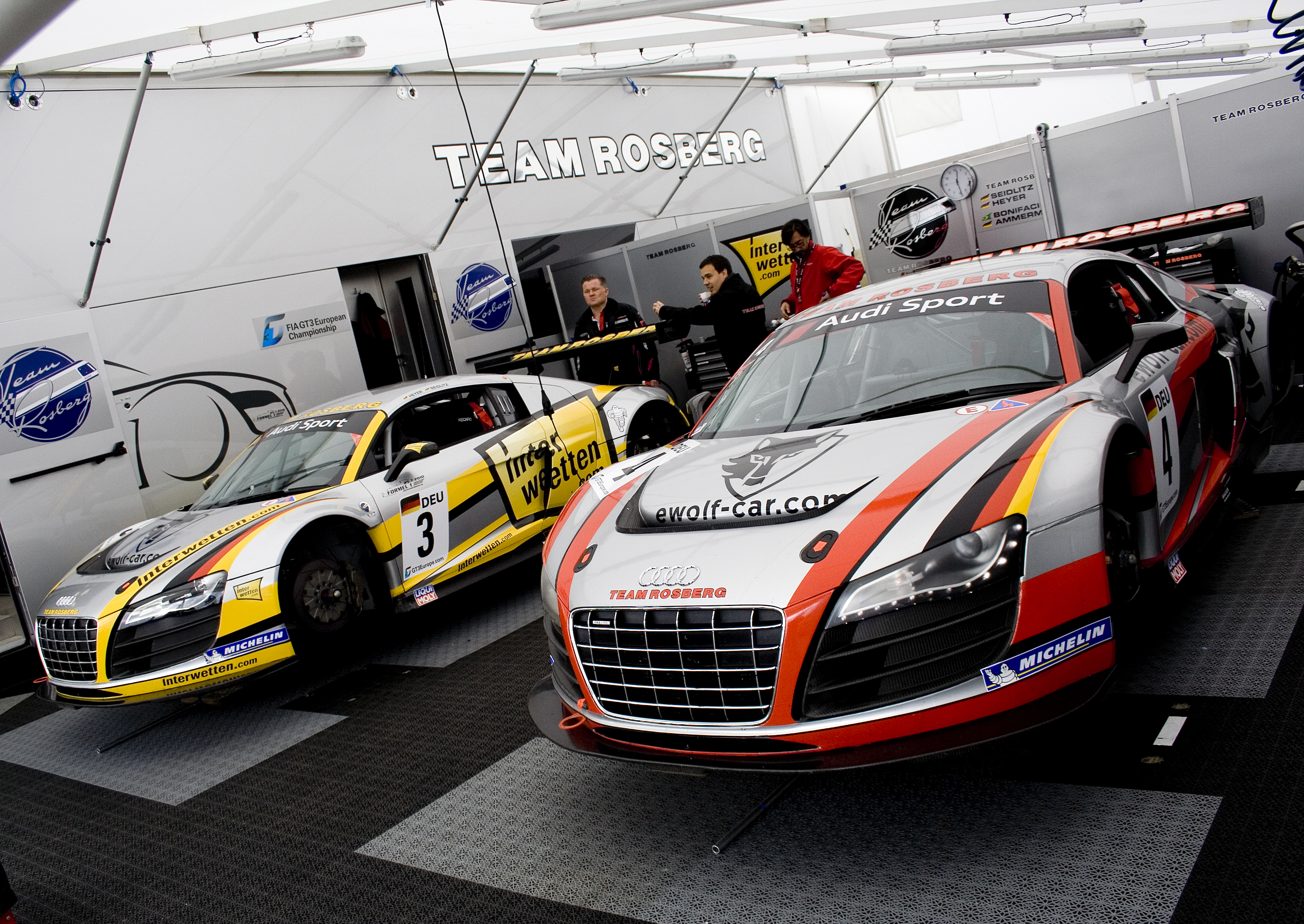
아우디 R8 LMS

아우디는 FIA GT3 유럽 선수권 대회 출전을 위한 R8 LMS(R16)을 제작했다. 정식명칭은 LMS ULTRA (울트라). R8 LMS는 R8 V10을 기초로 제작된 머신으로, 최고 출력 500마력의 V10 엔진을 사용한다. R8 LMS는 FIA GT3 규정상 사륜구동 차량은 경기에 출전할 수 없어 아우디 및 폭스바겐에서는 보기 드문 후륜구동 방식으로 바꿔야만 했다. 변속 장치는 새로 개발된 6단 수동 스포츠 기어 박스를 사용한다.
아우디는 R8 LMS로 2009 뉘르부르크링 24시간 내구 레이스에 압트 스포츠라인팀과 피닉스 팀으로 이루어져 출전하여 2위를 차지하였다.

## 2세대 (2015~현재)
2세대 R8(모델 코드: Type 4S)은 2015년 제네바 모터쇼에서 공개되었으며 람보르기니 우라칸과 공유하는 모듈러 스포츠 시스템 플랫폼을 기반으로 한다. 타입 4S의 개발은 2013년 말에 시작되어 2014년 말에 완료되었다. 초기 모델에는 V10 플러스와 함께 순수 전기 e-트론 및 V10 5.2 FSI가 포함되었다. 이전 모델과 달리 수동 변속기가 없었고 보급형 V8 트림도 삭제되었다.2016년에는 기본 V10 트림에서 처음 사용할 수 있었던 컨버터블(스파이더) 변형이 라인업에 추가되었다. 2017년 중반에 고성능 V10 플러스 스파이더가 제품군에 추가되었다. R8 RWS라는 후륜구동 모델이 도입되었다.
2018년식은 기계 및 외부 변경으로 주기 중간에 새로 고침을 받았다. 더 새롭고 공격적인 디자인 언어는 과거의 유명한 아우디 모델에서 계승되었으며 그 외관은 전면에서 약간 더 각이 졌다. 전면 에어로 블레이드와 같은 공기역학적 기능 중 일부는 람보르기니 우라칸과 공유한다. 새로 고쳐진 모델은 이전 모델에 비해 상당한 성능 향상을 보였다.기본 R8은 532hp에서 562hp로 출력이 향상되고 V10 플러스는 V10 퍼포먼스 콰트로로 이름이 바뀌었고 엔진은 출력이 10hp(7kW) 증가하여 현재 최대 612hp이다.
아우디 R8 e-트론 (2015)은 2세대 R8의 순수 전기 모델이었다. 1세대 R8을 기반으로 한 초기 2010년 프로토타입과 달리 실제로 생산에 들어갔지만 100대 미만이 판매된 소규모이며 92kWh 배터리를 탑재하였다.

## 각종 미디어에서의 등장

### 영화에서의 등장
- 아이언맨에서 토니 스타크가 운전한다.
- 트랜스포머: 패자의 역습에서 디셉티콘인 사이드웨이즈가 1세대 모델로 변신하는데, 사이드스와이프에게 곧바로 두 동강 난다.

### 비디오 게임에서의 등장
- 3D운전교실
- car parking multiplay
- 포르자 호라이즌 4

## 같이 보기
- 람보르기니 우라칸
- 람보르기니 가야르도